# غيرترود بانشفسكي
غيرترود نادين بانشفسكي (بالإنجليزية: Gertrude Nadine Baniszewski)‏
(22 سبتمبر 1929 - 16 يونيو 1990)، وتعرف أيضاً باسم غيرترود رايت ونادين فان فوسان. قاتلة أمريكية التي قامت بأشراف وتسهيل التعذيب الممنهج، وتشويه جسد وقتل في النهاية سيلفيا ليكنز، المراهقة التي كانت نزيلة في منزلها. وبمساعدة من معظم أطفالها وأطفال الحي الذي يقطنون فيه، وعندما تم إدانتها بجريمة القتل من الدرجة الأولى في عام 1966م، وأطلق على القضية بأنها «أسوء جريمة تم ارتكابها في تاريخ ولاية أنديانا»

## حياتها قبل مجيء سيلفيا ليكنز
ولدت غيرترود في 22 سبتمبر،1929م في إنديانابوليس في ولاية إنديانا والدتها مولي ميرتل والأب هيو ماركوس فان فوسان أس آر، كليهما من ولاية إلينوي وينحدران من أصول بولندية وهولندية.وكانت غيرترود ترتيبها الثالث من ستة أطفال.ففي 5 أكتوبر من عام 1939م، شاهدت غيرترود والدها ذو 50 عاماً يموت بنوبة قلبية.وبعد 6 اعوام تم فصلها من المدرسة بعمر 16 عاماً وذلك لزواجها بجون ستيفن بانشفسكي والذي يبلغ 18 عاماً (1926-2007)، الذي يعود بالأصل إلى مدينة يونغسفيل بولاية بنسليفيانيا.ولديه 6 أطفال.بالرغم أن جون بانشفسكي كان متقلب المزاج، إلا أن الثنائي مكثا معاً أكثر من 10 اعوام قبل طلاقهما.
انتقلت غيرترود وكانت عمرها 34 عاماً مع دينيس لي رايت، وكان عمره 18 عاماً والذي كان يسئ التعامل معها.وانجبت له دينيس لي رايت جي آر (سُمي لاحقاً داني لي وايت من امه بالتبني)، ولكن بعد ولادة إبنه، هاجر دينيس غيرترود.

## سيلفيا ليكنز
أقترح كل من ليستر" و "بيتي" ليكنز، حيث يعملا في الكارنفال المتنقل على غيرترود بانشفسكي وذلك في يوليو من 1965م حيث تقوم برعاية أبنتيهم -سيلفيا ماري ليكنز 16 عاماً وجيني فاي ليكنز 15 عاماً لقاء 20 دولار من توفير طعام في الأسبوع (بعد أحتساب نسبة التضخم الحالي يعادل 150,18 دولار) كتعويض وبينما هم يعملون في أنحاء الولاية.وحضرن الأخوات ليكنز المدرسة الثانوية والأنشطة الاجتماعية مع أطفال بانشفسكي وأيضاً كن يحضرن الكنيسة كل يوم أحد مع غيرترود بانشفسكي.
ومع ذلك، عندما تأخر ليكنز عن دفع 20 دولار لأول مرة، ضربت غيرترود الفتيات.وبعد ذلك بوقت قصير ضُربت الفتاتان لحصلوهن على حلوى وقد اتهتمهم غيرترود بسرقتها وبالتالي بدأت نمط ممنهج لإساءة معاملة الأطفال.

### تعذيب أولي
بدأت غيرترود في أغسطس 1965م بإساءة سيلفيا ليكنز لفظياً وجسدياً، وسمحت لإبنائها الكبار بضربها، ودفعها إلى الدرج السفلي وأيضاً اتهمتها غيرترود بالبغاء، والقت موعظة عليها عن قذارة البغايا والنساء بشكل عام. وبعد أن ورود أنباء بأن الأخوات ليكنز اتهمن بنات غيرترود باولا وستيفاني بممارستهن البغاء، أتى كوي هوبارد (Coy Hubbard) صديق ستيفاني وعدة زملاء من المدرسة واولاد محليين لمساعدة غيرترود بضرب سيلفيا.واجبرت غيرترود لاحقاً جيني بضرب شقيقتها سيلفيا.

### الاحتجاز في القبو
عندما اصيبت سيلفيا بسلس البول، قامت غيرترود بالأقفال عليها في القبو وبدأت بنظام تحميم «تطهير» سيلفيا، ويشمل ذلك شطفها بالمياه المغلية وفرك الملح على حروقها.وكانت عادة تظل عارية وبالكاد يوفر لها الغذاء وأحياناً تقوم غيرترود وأبنها جون (12 عاماً) بإجبار سيلفيا بأكل من فضلاتها.
وفي ذلك الوقت، قامت جيني بالتواصل مع أختها الكبرى ديانا واوضحت لها الصدمة الشديدة التي أختبرن بها، وطلبت من اختها الإتصال بالشرطة.ولم تعر ديانا بالرسالة أي أهتمام معتقدة بان جيني ببساطة مستاءة بأن تكون معاقبة وقامت باختلاق القصة لكي تعيش عندها.
وبعد فترة وجيزة من التواصل مع شقيقتها، أتت ديانا لزيارة شقيقتيها ولكن غيرترود رفضت أن تسمح لها بالدخول، وقامت ديانا بالأختباء بالقرب من المنزل حتى رأت أختها جيني تخرج من المنزل وتقدمت لها.اخبرتها جيني بأنها ليس مسموحاً لها أن تتحدث معها ثم هربت. ساور القلق ديانا وقامت بالإتصال بخدمات الاجتماعية واعلمتهم بأن غيرترود قالت لها بأن سيلفيا منبوذة لقذارة جسدها وعهرها. وانها كانت كذلك منذ هروبها. وعند وصول عاملة الخدمات الاجتماعية لمنزل بانشفسكي مطالبة بسيلفيا، اخبرت غيرترود جيني بأن تكذب بخصوص مكان سيلفيا وهددتها بأنها سوف تعاقب مثل سيلفيا لو لم تنفذ طلبها.ارتعبت جيني وأكدت بأن سيلفيا هربت من المنزل. عادت العاملة لمكتبها وقدمت تقرير يفيد بأن لا حاجة لمزيد من متابعة الزيارة لمنزل بانشفسكي.

### القتل
قامت غيرترود بتوجيه ابنها جون جي آر، وكوي (Coy) وستيفاني لجلب سيلفيا إلى الأعلى من القبو وربطها في السرير ودلك في 21 أكتوبر، وغضبت غيرترود في صباح اليوم التالي من سيلفيا لتبولها على السرير.وقامت غيرترود بهتك مهبلها بإدخال زجاجة بيبسي كبيرة. وذلك قبل بداية نحت عبارة «أنا بائعة هوى وفخورة بذلك» على بطنها بواسطة إبرة خياطة ساخنة.وعندما لم تعد غيرترود قادرة على إنهاء التوسيم، دعت ريكي هوبس بإنهاءها. ايقظت غيرترود في اليوم التالي سيلفيا وأملتها رسالة تبدو فيها بأنها تنوي الهرب من والديها.
وبعد ان انهت سيلفيا الرسالة، وضعت غيرترود خطة لجعل ابنها جون جي آر وشقيقة سيلفيا جيني بأخذ سيلفيا ورميها بالقرب من مكب النفايات وتركها لتموت هناك. ما ان سمعت سيلفيا بذلك حتى ركضت إلى السلالم لمحاولة الهرب، لكن غيرترود أوقفتها وعندما عبرت الباب الأمامي وعلى شرفة المنزل سحبت غيرترود سيلفيا لداخل المنزل ورمتها مرة أخرى إلى اسفل درج القبو وأبقتها هناك.
نزلت غيرترود إلى القبو وحاولت ضرب سيلفيا بمجداف خشبي، ولكن تفادتها وضربت نفسها بالخطأ. بادر كوي هوبارد (Coy Hubbard) بضرب سيلفيا بضراوة في الرأس بعصا المكنسة مرارا وتركها فاقدة للوعي في القبو في وذلك في 24 أكتوبر، وفي وقت مبكر من مساء يوم الثلاثاء 26 أكتوبر، أخبرت غيرترود بانها ترغب أن تحمم سيلفيا بماء فاتر في هذا الوقت.قام كل من ستيفاني ابنة غيرترود وريتشارد هوبس بجلب سيلفيا للأعلى ووضعوها في حوض الإستحمام بملابسها كما أخذوها بعد ذلك بوقت قصير وألقوها عارية على الفراش في الأرض وأدركوا حينها بأنها لا تتنفس.حاولت ستيفاني ابنة غيرترود باهتياج إنعاشها، ولكن سيلفيا قد ماتت بالفعل.
طلبت ستيفاني مذعورة من هوبس بالأتصال بالشرطة.وعندما وصلوا اعطتهم غيرترود رسالة التي جعلت سيلفيا ان تكتبها. في خضم الأحداث. همست جيني لأحد رجال الشرطة «أخرجني من هنا وسوف اخبرك بكل شئ» إفادتها وبجانب اكتشاف جثة سيلفيا، دفع الضباط إلى اعتقال غيرترود، باولا، ستيفاني وجون بانشفسكي، وريتشارد هوبس وكوي هوبارد بتهمة القتل. واعتقل كل من أطفال الحي الأخرون مثل: مايك مانرو، راندي ليبر، دارلين ماغوير، جودي دوك وآنا سيسكو بتهمة الإضرار بشخص ما.

## المحاكمة
وتم احتجاز كل من غيرترود واطفالها وريتشارد هوبس كوي هوبارد بدون كفالة في انتظار محاكمتهم.
وأظهرت الفحوص وتشريح جسد سيلفيا ليكنز العديد من الحروق والكدمات وتلف في العضلات والأعصاب. وقبل موتها بدقائق، كانت سيلفيا تقضم شفتيها وقطعتهم تقريباً. وكان تجويف مهبلها متورم ومقفل تقريباً، بالرغم أن الفحوصات القناة اقرت غشاء بكارتها مازال سليماً مايعني من المحتمل انها مازالت عذراء، وهذا مايدحض إدعاءات غيرترود بان سيلفيا بائعة هوى وإصرارها بأنها حامل. السبب الرسمي لوفاتها وجود تورم في الدماغ، ونزيف داخلي في الدماغ نتيجة الصدمات والضرب لفترات طويلة على رأسها
وجدت غيرترود مذنبة بجريمة القتل من الدرجة الأولى وحكم عليها بالمؤبد وأيضاً وجدت باولا مذنبة بجريمة القتل من الدرجة الثانية وحكم عليها بالسجن المؤبد.وحكم على الأولاد بالسجن في الفترة ما بين 2 إلى 21 سنة في الإصلاحية واطلق سراحهم المشروط في عام 1968م.

### ما بعد المحاكمة ووفاتها
وتقدمت كل من غيرترود وباولا بالإستئناف وتم منحهم محاكمة جديدة إلى محكمة العليا بإنديانا، بشكل عام بأسباب الأجواء المضرة وبسبب كثافة تغطية الإخبارية الإعلامية قبل وأثناء المحاكمة. وفي المحاكمة الجديدة التي عُقدت سنة 1971، اقرت باولا بالذنب لقتلها دون سابق إصرار وحكم عليها بالسجن لمدة عامين،  بينما أختارت أمها أن تذهب لمحاكمة جديدة، ووجدت مذنبة مرة أخرى وحكم عليها بالمؤبد. وبعد مضي 14 عاماً أصبحت غيرترود سجينة مثالية في سجن النسائي بإنديانا، حيث عملت ورشة الخياطة واصبحت «أم القائدة» للنزيلات الأصغر سناً وبمرور الوقت، أطلق سراحها المشروط في عام 1985م وعُرفت في السجن باسم «أمي»
وجهت الأخبار بشأن جلسة الاستماع لإطلاق سراح غيرترود موجات صادمة لمجتمع أنديانا. وظهرت جيني ليكنز وأسرتها على التلفزيون وتحدثت ضد بانشفسكي. وسافر أعضاء مجموعتين ضد الجرائم، وتحالف لحماية الأبرياء ضد التحرش إلى انديانا لمعارضتهم إطلاق سراحها المشروط ودعم عائلة ليكنز. والبدء بحملة اعتصام على الرصيف. وعلى مدار شهرين قامت المجموعات بجمع أكثر من 40,000 توقيع من موطني انديانا مطالبين ببقاء غيرترود خلف القضبان. وبالرغم من الجهود، تم منح غيرترود إطلاق سراح المشروط .وذكرت خلال جلسة الاستماع «أنا غير متاكدة ما الذي قمت به ... لأنني كنت تحت تأثير المخدرات لم اكُن اعرفها.. أنا مسؤولة بشكل كامل عن كل ما حدث لسيلفيا» وصوت مجلس الإطلاق سراح المشروط بمنح غيرترود الحرية 3 اصوات مقابل 2 .
خرجت غيرترود من السجن في 4 ديسمبر، عام 1985م .وسافرت إلى ولاية آيوا، حيث اطلقت على نفسها نادين فان فوسان، مستخدمة اسمها الأوسط وماقبل الزواج .عاشت حياة غامضة حتى وفاتها في لاوريل بسرطان الرئة في 16 يونيو عام 1990 بعمر 60 عاماً.

## الأعمال الادبية
اضحت القضية موضوعاً للعديد من التعديلات الروائية وغير الروائية .
- كتب المؤلف جون دين قصة جريمة (بيت الشيطان)عن التعذيب وقتل في أنديانا

Author John Dean wrote an account of the murder, House of E The Indiana Torture Slaying.[10][11]
- ألفت بيتي ويت رواية (جزاءالضحية)، رواية خيالية، نشرت في السبعينيات من القرن الماضي مسار=http://www.trutv.com/library/crime/notorious_murders/young/likens/20.html}} نسخة محفوظة 2 سبتمبر 2018 على موقع واي باك مشين.</ref>
- كتبت المؤلفة كيت ميليت كتاب شبه خيالي مرتبط بالحادثة، بعنوان (القبو: تأملات على التضحية الإنسانية)، أفادت ميليت في مقابلة بشأن مقتل سيلفيا ليكنز بأنها "قصة قمع النساء حيث تبدو غيرترود أنها ترغب أن تدير بعض من العدالة الصادقة المريعة إلى هذه الفتاة: ذلك هو ما كان ان تكون عليه لتصبح امرأة.
- ألف ميندل جوهانسون رواية (دعنا نلعب لدى عائلة أدم)، تحمل اوجه مشابهة وربما قد تكون مستندة على هذه القضية

مسار=http://www.trutv.com/library/crime/notorious_murders/young/likens/20.html}}</ref>
- ألف Jack Ketchum رواية (الفتاة في البيت المجاور)، القصة مبنية على أساس الجريمة حدثت في الخمسينيات من القرن الماضي والفيلم مبني على الرواية واطلق في عام 2007 وقامت بالدور الرئيسي بلايث افورث
- وعرض لأول مرة فيلم (الجريمة الأمريكية) بطولة كاثرين كينر التي قامت بدور غيرترود بانشفسكي، والممثلة ألين بايج قامت بدور سيلفيا ليكنز، والممثل جيريمي سمبتر ادى دور (كوي هوبارد)، والممثل إيفان بيترز أدى دور ريكي هوبس، في مهرجان سندانس السنيمائي عام 2007م
- مسرحية تدعى (مهلا ً، روب)، كتبتها جانيت ماكرينولدز، أنتجت ولكن لم تنشر ابدا ً.[9]
- كتبت المؤلفة لافيينيا جويل عن القتل (لعبة العقاب)[10]

## روابط خارجية
- Crime Library
- Baniszewski Trial Transcript